# Phelotrupes formosanus
Phelotrupes formosanus là một loài bọ cánh cứng trong họ Geotrupidae. Loài này được Miwa miêu tả khoa học năm 1930.